# محطة قطار عنابة
محطة عنابة هي محطة للسكك الحديدية في المدينة الجزائرية عنابة، في ولاية عنابة. وهي تقع خارج المدينة على الطريق المؤدي إلى القالة وبالقرب من محطة العبارات والحافلات. بناها الاستعمار الفرنسي ليجعلها من أهم المحطات في الجزائر.

## خدمات المسافرين
إنها محطة إقليمية تديرها الشركة الوطنية للنقل بالسكك الحديدية SNTF، وتوفر رحلات إلى سوق أهراس، تبسة، سيدي عمار (قطار الضواحي)، الجزائر العاصمة، وهران، قسنطينة، وادي سوف...

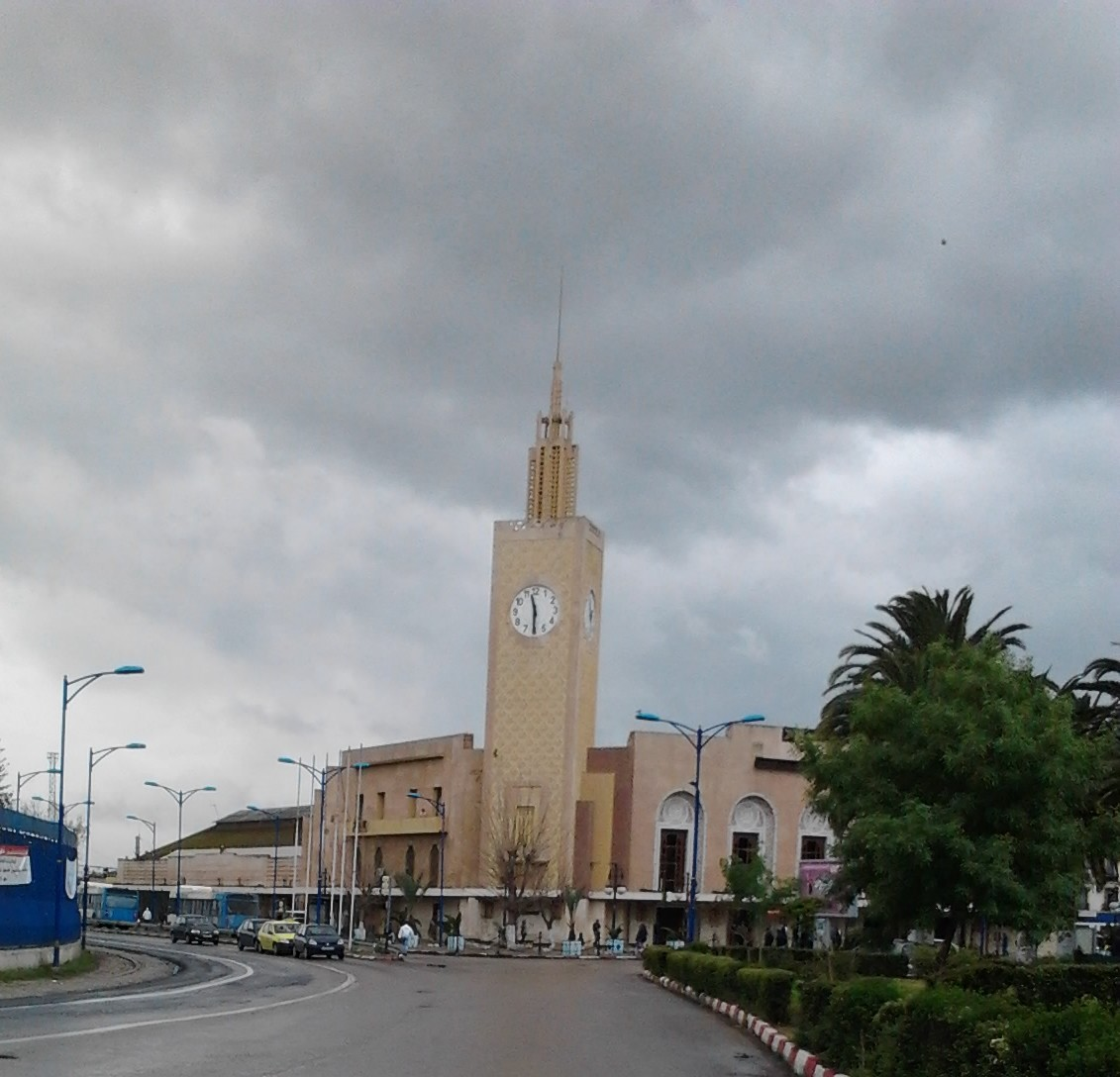
محطة عنابة من الميناء
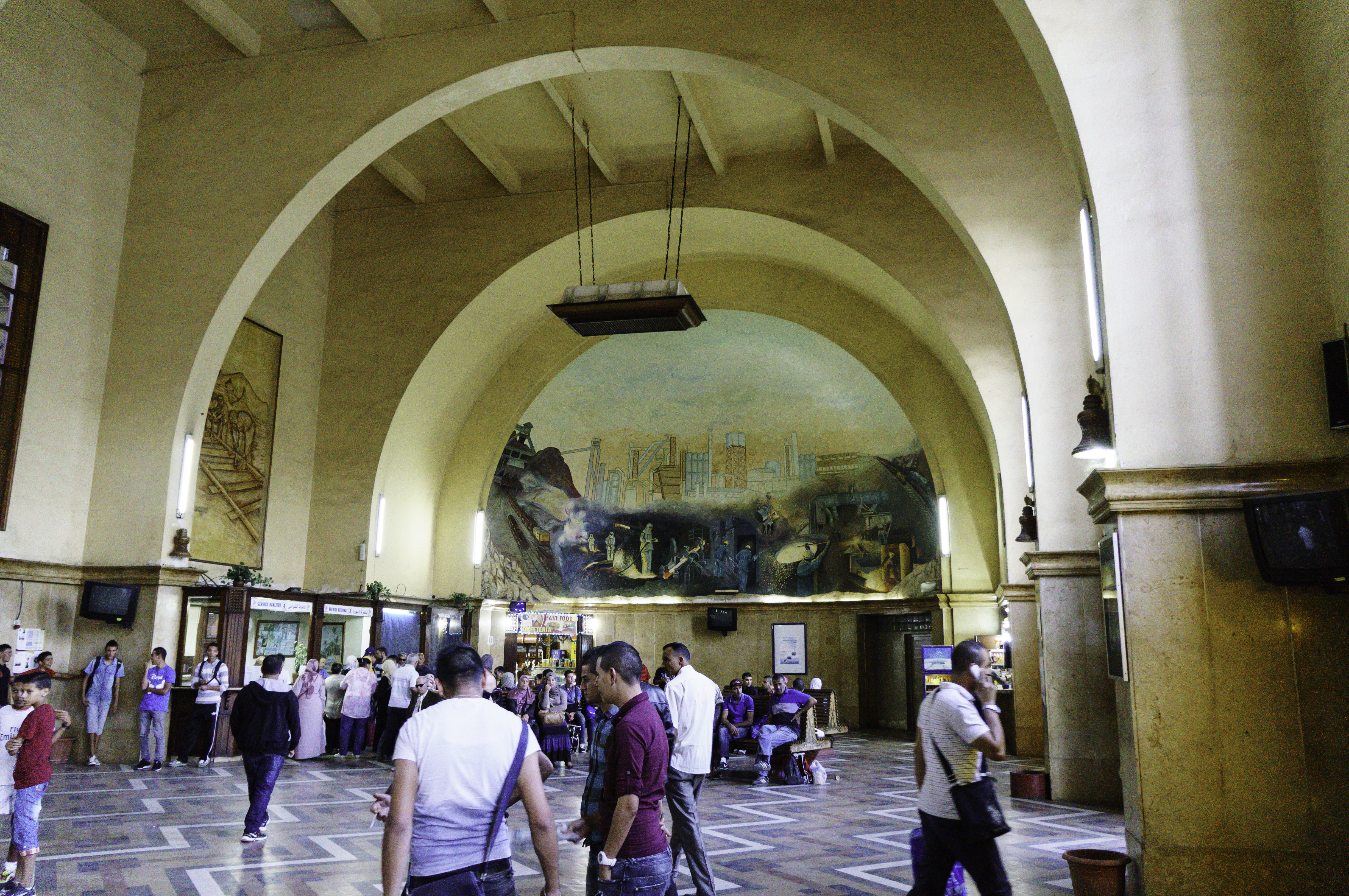
محطة عنابة من الداخل
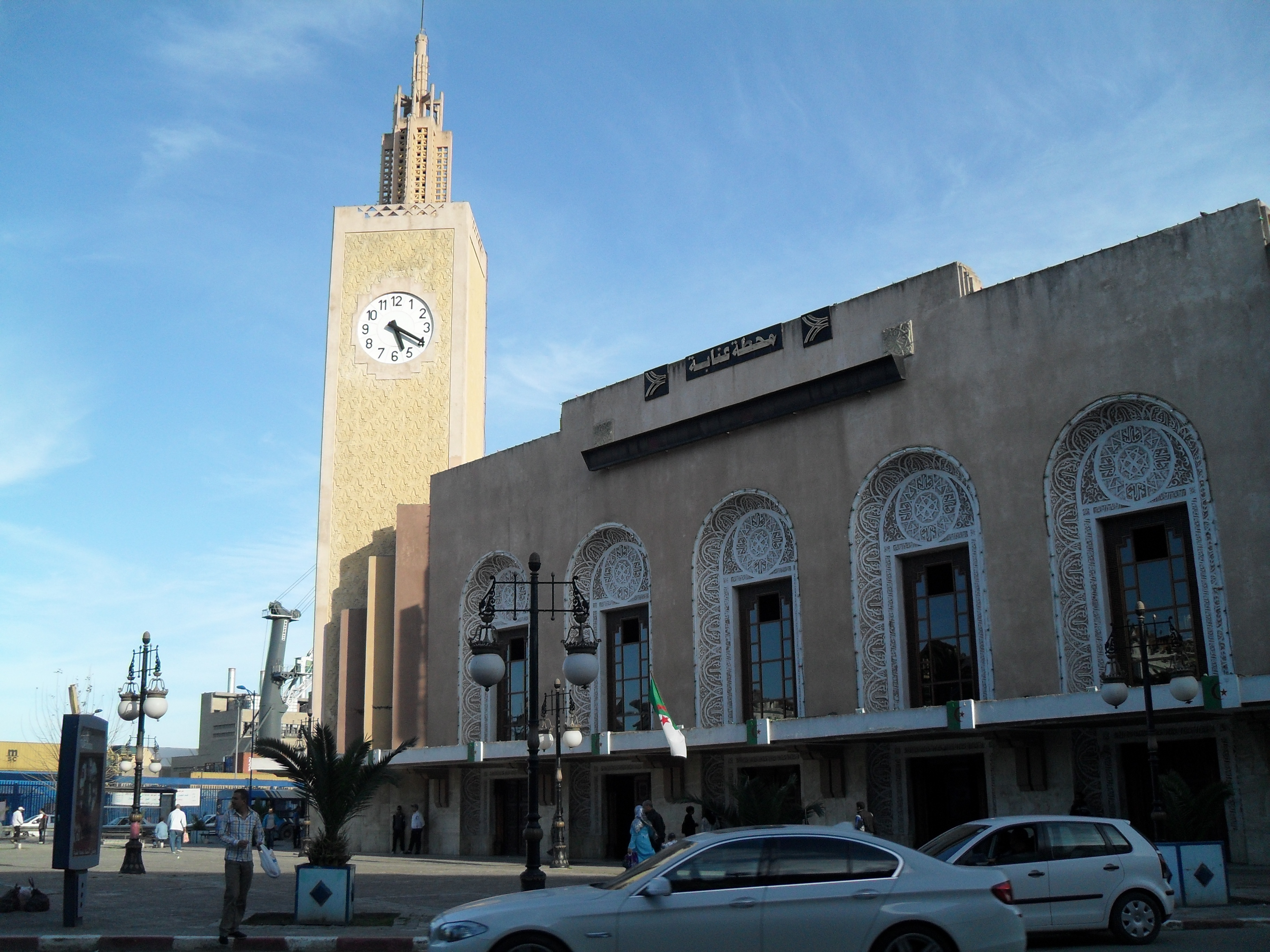
محطة عنابة من ساحة الثورة
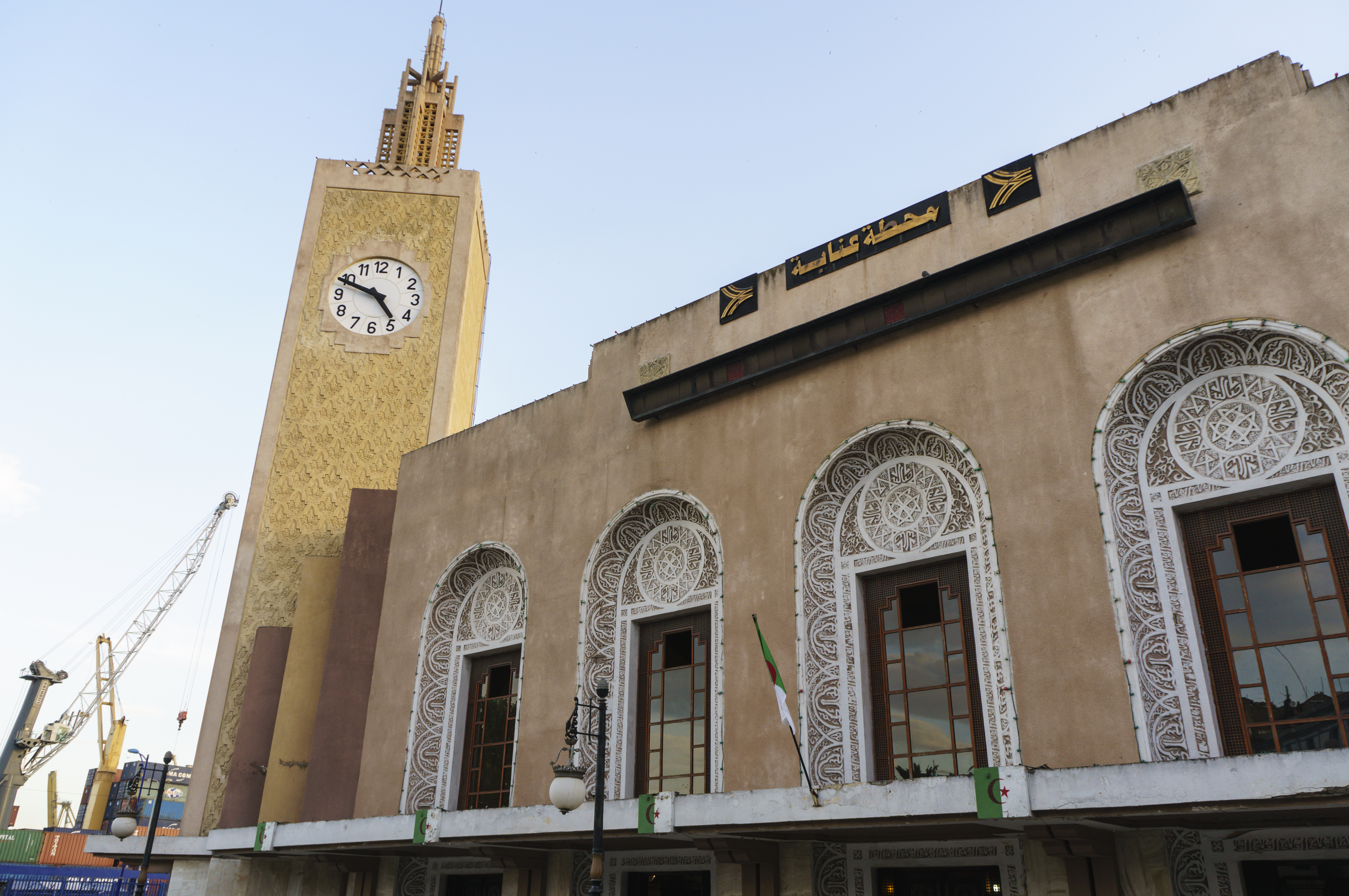
مدخل المحطة